# La Vie aux aguets (téléfilm)
Pour les articles homonymes, voir La Vie aux aguets et Restless.
Pour plus de détails, voir Fiche technique et Distribution.
La Vie aux aguets est un téléfilm d'espionnage britannico-américain d'Edward Hall diffusé en 2012.

## Synopsis
En 1976, Ruth Gilmartin, étudiante à Cambridge, rend visite à sa mère Sally, installée à la campagne. Dans un état de nervosité inhabituel, Sally révèle à sa fille qu'elle est d'origine russe, que son vrai nom est Eva Delectorskaya et qu'elle était agent secret de Sa Majesté pendant la Seconde Guerre Mondiale. Stupéfaite, Ruth découvre l'histoire de sa mère. Arrivée à Paris en 1939, elle est recrutée par un agent britannique, un certain Lucas Romer...

## Fiche technique
- Titre original : Restless
- Titre français : La Vie aux aguets
- Titre québécois :
- Réalisation : Edward Hall
- Scénario : William Boyd d'après son roman La Vie aux aguets
- Direction artistique : Stevie Herbert
- Décors : Pilar Foy
- Costumes : Charlotte Holdich
- Photographie : David Higgs
- Son : Craig Butters
- Montage : Jamie Pearson
- Musique : Lorne Balfe
- Production : Hilary Bevan Jones et Paul Frift
- Société de production : Endor Productions et Sundance Channel
- Société de distribution :
- Pays d’origine :  Royaume-Uni,  États-Unis
- Langue : Anglais
- Format : Couleurs - 35mm - 1.85:1 - Son Dolby numérique
- Genre : Film d'espionnage
- Durée : 180 minutes
- Dates de première diffusion :
  -  Royaume-Uni : 27 décembre 2012 (BBC One)
  -  France : 15 mai 2015 (M6)

## Distribution
- Hayley Atwell (V. F. : Valérie Siclay) : Eva Delectorskaya jeune
- Rufus Sewell (V. F. : Boris Rehlinger) : Lucas Romer
- Michelle Dockery (V. F. : Louise Lemoine Torrès) : Ruth Gilmartin
- Michael Gambon (V. F. : Igor de Savitch) : le baron Mansfield
- James Norton : Kolia
- Charlotte Rampling (V. F. : elle-même) : Eva Delectorskaya âgée
- Thekla Reuten : Sylvia Rhys Meyers
- Adrian Scarborough (V. F. : Vincent Violette) : Morris Devereux
- Bertie Carvel (V. F. : Sébastien Desjours) : Mason Harding
- Gwilym Lee : Sean Gilmartin
- Ronald France : Mr. Delectorski

Sources et légende : Version française (V. F.) selon le carton de doublage.

## Distinctions

### Nominations
- 1 nomination